# Archibald Smith
Archibald Smith FRS FRSE (Glasgow, 10 de agosto de 1813 — Londres, 26 de dezembro de 1872) foi um matemático e advogado escocês.

## Juventude e educação
Ele era o único filho de James Smith (1782-1867), um rico comerciante e antiquário e proprietário da propriedade Jordanhill em Glasgow, professor de astronomia na Universidade de Glasgow. Ele foi educado na Escola Redland, perto de Bristol, de 1826 a 1828.
Archibald estudou direito na Universidade de Glasgow em 1828, e depois no Trinity College, Cambridge, onde foi Wrangler Sênior , dito ser o primeiro escocês a alcançar esta posição, e o primeiro premiado de Smith em 1836, eleito membro do Trinity College. Ele foi um dos fundadores do Cambridge Mathematical Journal. Ele se formou em 1836 e em 1839.

## Carreira como advogado
Ele entrou no Lincoln's Inn e foi chamado para a ordem dos advogados em 1841. Foi advogado imobiliário em Londres.

## Carreira como cientista
Seu trabalho científico foi principalmente no campo de aplicações do magnetismo e do campo magnético da Terra. Ele obteve fórmulas práticas para a correção das observações da bússola magnética feitas a bordo do navio, que o general Sir Edward Sabine publicou nas Transactions of the Royal Society: Smith posteriormente fez tabelas convenientes. Em 1859, ele editou o Journal of a Voyage to Australia for Magnetical Research de William Scoresby e deu uma fórmula exata para o efeito do ferro de um navio na bússola. Em 1862, em conjunto com o hidrógrafo Sir Frederick John Owen Evans (1815-1885), então superintendente do departamento de bússola da marinha, publicou um Admiralty Manual for ascertaining and applying the Deviations of the Compass caused by the Iron in a Ship (Manual do Almirantado para averiguar e aplicar os desvios da bússola causados pelo ferro em um navio).
Ele foi eleito membro da Royal Society of Edinburgh em 1837 e seu proponente foi James David Forbes. Eleito um membro da Royal Society em junho de 1856, ele foi premiado com a Medalha Real em 1865 "por seus papéis nas Transações Filosóficas e em outros lugares, sobre o magnetismo dos navios". Em 1866, o imperador Alexandre II da Rússia presenteou-o com uma bússola de ouro incrustada em diamantes e adornada com as armas imperiais.
Ele morreu em Londres em 26 de dezembro de 1872.